# Струнино
Струнино (рус. Струнино) град је у Русији у Владимирској области.

## Становништво
| 1939.  | 1959.  | 1970.  | 1979.  | 1989.  | 2002.  | 2010.  |
| ------ | ------ | ------ | ------ | ------ | ------ | ------ |
| 15.056 | 18.982 | 20.627 | 19.658 | 18.658 | 16.056 | 14.369 |